# Periam
Periam (en hongrois : Perjámos, en allemand : Perjamosch) est une commune du județ de Timiș en Roumanie.